# 6026 Xenophanes
6026 Xenophanes è un asteroide della fascia principale. Scoperto nel 1993, presenta un'orbita caratterizzata da un semiasse maggiore pari a 2,8384448 au e da un'eccentricità di 0,0674376, inclinata di 3,21991° rispetto all'eclittica.
L'asteroide è dedicato al filosofo greco antico Senofane.